# 古村徹
古村 徹（こむら とおる、1993年10月20日 - ）は、神奈川県平塚市出身の元プロ野球選手（投手）。

## 概要
2012年にNPBの横浜DeNAベイスターズへ入団したが、2014年の戦力外通告を経て、2015年に打撃投手へ転身した。2016年に四国アイランドリーグplus（四国IL）の愛媛マンダリンパイレーツで現役に復帰すると、2017年まで愛媛でプレー。ベースボール・チャレンジ・リーグ（BCリーグ）の富山GRNサンダーバーズを経て、2019年から2020年まで現役の投手としてDeNAに再び所属していた。

## 経歴

### プロ入り前
小学校2年時に軟式野球を始めると、平塚市立中原中学校で軟式野球部に所属。エースとして活躍した。
高校進学時には強豪の桐蔭学園高校からも誘われたが、まだ野球だけに打ち込むかどうか決めかね、茅ヶ崎西浜高校に進学した。
当初は野球部にも仮入部だったが、選ばれて練習試合に登板した際に野球の楽しさを改めて実感し、正式に入部した。2年時にはエースとなり、春季県大会では選抜帰りの東海大相模高校を相手に5回まで1安打無失点と好投した。最終的に同校はこの年、春・夏・秋と県大会ベスト16まで進み、その大きな原動力となった。3年夏には県大会4回戦で桐蔭学園高校に2-3で敗退したが、3回戦の三浦学苑高校戦では2-3と1点を追う9回裏2死満塁、大会史上初の逆転サヨナラ満塁ホームランを放った。
2011年10月27日のNPBドラフト会議で、地元の横浜ベイスターズから8巡目で指名。契約金1,500万円、年俸450万円（年俸は推定）という条件で入団した。入団当初の背番号は64。会議直後の同年11月4日に球団の経営権がTBSホールディングスからディー・エヌ・エー（DeNA）に譲渡された ため、横浜DeNAベイスターズとしての1期生にも当たる。

### DeNA時代（第1期）
2012年には、高校3年時の夏から左肩を痛めていた影響で、一・二軍とも公式戦への登板機会がなかった。シーズン終了後の11月1日には、育成契約へ移行することを前提に、NPBから自由契約選手として公示。実際には、「支配下登録選手が同じ球団で育成選手契約を結ぶためには、契約の締結前にいったん自由契約選手として公示しなければならない」というNPBの規約を球団の幹部が失念していたため、契約更改の席で古村に翌2013年の統一契約書へ署名させた後に公示の手続きを進めてしまった。このような球団の不手際によって、公示後は他球団と契約することが可能な状況にあったが、11月9日にDeNA球団との間で育成選手契約を正式に締結。背番号も113へ変更した。
2013年には、フューチャーズ（イースタン・リーグに加盟する7球団の若手選手による混成チーム）の一員として、イースタン・リーグ チャレンジ・マッチで実戦にデビュー。イースタン・リーグにも、DeNAの投手として1試合に登板したが、1イニングを三者凡退に抑えただけでシーズンを終えた。育成選手に関するNPBの規約に沿って、10月31日にNPBから自由契約選手として再び公示、育成選手としての再契約へ至った。
2014年には、イースタン・リーグ公式戦でも登板機会がなく、10月3日に球団から戦力外通告を受けた。10月31日にNPBから自由契約選手として公示された後に、現役を引退。

#### 打撃投手時代
DeNAの球団幹部から人柄や野球へ取り組む姿勢を高く評価されていたため、2015年シーズンには打撃投手としてチームに残留した。本人が後に述懐したところによれば、当時チームに在籍していた渡辺雄貴の自主トレーニング中にキャッチボールの相手を務めたところ、現役時代から悩まされてきた左肩の痛みが癒えていたことに気付いたという。この出来事を境に、現役への復帰を模索。
シーズン中は打撃投手に専念したが、球団からマネジャーへの転身を示唆されたことを機に、2015年限りで退団した。

### 四国IL・愛媛時代
2016年1月25日に、四国アイランドリーグplusの愛媛マンダリンパイレーツが古村の獲得を発表。独立リーグながら、2年振りに現役へ復帰した。背番号は14で、リーグ戦では、26試合の登板で1勝1敗1セーブをマーク。リーグの最終規定投球回に達しなかったものの、防御率を0.80にとどめた。チームが群馬ダイヤモンドペガサスと対戦したグランドチャンピオンシップでは、第1戦と第5戦に登板。第1戦では勝利投手になった。その一方で、シーズン終了後の11月12日には、NPB球団への復帰を目標に12球団合同トライアウト（阪神甲子園球場）へ参加。シートバッティング形式の対戦で、3人の打者を相手に2奪三振1与四球という結果を残した。しかし、NPB球団から獲得のオファーを受けるまでには至らず、愛媛へ残留した。
2017年には、リーグ戦14試合に登板。シーズン途中に投球フォームをオーバースローからサイドスローへ変更したが、0勝4敗、防御率7.43と振るわず、自身の意向でシーズン終了後に退団した。

### BCリーグ・富山時代
2017年12月4日に、ベースボール・チャレンジ・リーグの富山GRNサンダーバーズへ入団することが発表された。背番号は24。
2018年には、 リーグ戦33試合に登板。シーズン途中からセットアッパーへ転向する とともに、1勝1敗1セーブ、防御率2.60を記録した。シーズン終了後には、BCリーグ選抜チームの一員として、オリックス・バファローズとの交流戦にクローザーとして登板。この年のNPBドラフト会議での指名候補以外の選手から唯一の抜擢であったが、DeNAでの同期だった髙城俊人から空振りで三振を奪って試合を締めくくった。

### DeNA時代（第2期）
2018年9月29日に、富山でのチームメイトで、自身と同じNPB出身の左投手・乾真大と共に古巣・DeNAの入団テストを受験。その結果、同年11月20日に支配下登録選手としてDeNAへ復帰することが発表された。現役投手としての復帰は5シーズン振り、支配下登録選手としての契約は7シーズン振りである。推定年俸は600万円で、背番号は67。入団に際しては、左肘に「ネズミ」（関節遊離体）を2個抱えていることがメディカルチェックで判明したものの、「投球には支障がない」との診断を受けている。
2019年には、1月30日付でDeNAの支配下登録選手としてNPBから公示。前述した第1期では経験できなかった春季キャンプでの一軍スタートも果たした。オープン戦の途中から二軍へ回ったものの、3月16日には、東京ヤクルトスワローズとのイースタン・リーグ開幕戦（ヤクルト戸田球場）でNPB公式戦への登板を6年振りに経験。支配下登録選手としては初めての登板だった。3月22日の対千葉ロッテマリーンズ戦（横須賀スタジアム）にオープナーとして2イニングを投げた後に左肘が腫れ上がったため、以降は試合への登板を回避するとともに、保存療法で経過を観察。4月中旬に左肘の腫れが再発したことから、改めて診察を受けたところ、前述した「ネズミ」が新たに5個見付かった。5月13日には、左肘のクリーニング手術を受ける とともに、当初の予定になかったドリリング（軟骨に代わる組織の形成を促す骨穿孔術）を急遽施されている。8月下旬にイースタン・リーグの公式戦で実戦に復帰したものの、同月末に立正大学との練習試合へ登板した際に、上腕二頭筋に神経障害を発症。前述した手術の影響で「背負い投げ」のような投球フォームに変わっていたことに起因していたため、シーズン終盤にはフォームの改造に取り組んだ。一軍公式戦へのデビューには至らず、イースタン・リーグ公式戦への登板も3試合にとどまったが、シーズン終了後の10月20日に推定年俸570万円という条件で契約を更改した。
2020年には、春季キャンプのスタート（2月1日）を二軍で迎えることが内定していたが、インフルエンザへ感染していることが1月30日に判明した。このため、スタート時点では二軍キャンプ地の嘉手納町（沖縄県）へ入らず、自宅での静養を余儀なくされた。2月5日から春季キャンプに合流した ものの、前年に続いて一軍公式戦への登板機会はなく、イースタン・リーグ公式戦ヘの登板も4試合にとどまった。結局、復帰後も一軍の試合でマウンドに立てないまま、11月3日に再び戦力外通告。12月2日付で、NPBから自由契約選手として公示された。本人は、NPB他球団での現役続行を視野に、12月7日の12球団合同トライアウト（明治神宮野球場）に参加。シートバッティング形式で3人の打者と対戦したところ、最速で141km/hの球速を記録する一方で、2本の安打を許した。結局、他球団から獲得のオファーを受けるまでには至らず、19日に改めて現役を引退。

### 現役引退後
DeNAの球団職員として、2021年から野球振興部に配属。野球の普及活動や、小中学生の指導に携わる。
その一方で、2021年2月に芸能事務所「Cadis Entertainment」と契約を結び、球団職員と並行して芸能活動も行うことになった。

## 選手としての特徴
ストレートに加えて、スライダー、カーブ、チェンジアップを投げていた。スライダーのキレの良さが持ち味。
投球フォームについては、学生時代から愛媛時代の2017年4月まで、オーバースローで投げていた。しかし、2017年シーズンの序盤に乱調が続いたため、監督の河原純一（元・読売ジャイアンツおよび中日ドラゴンズ投手）の勧め でサイドスローに転向。富山へ移籍した2018年シーズン当初もサイドスローを続けていた が、後述する球速の上昇を背景に、シーズン途中からオーバースローに戻している。
ストレートの球速については、高校時代に140km/hを計測。DeNAでの第1期には、左肩を痛めていた影響で、最速でも138km/hにとどまっていた。しかし、独立リーグでの現役復帰後に、サイドスローへの転向を経て球速が向上。富山時代の2018年8月以降は、BCリーグの公式戦で、150km/hを何度も記録するようになった。このように、独立リーグで速球派の左腕投手に変貌したことを、古巣のDeNA球団でも高く評価。古村の退団後に左腕の救援要員が不足していたチーム事情も背景に、NPBでは異例に当たる同一球団への5シーズン振りの復帰に漕ぎ着けた。

## 人物
DeNAに支配下登録選手として復帰してからは、好きな言葉に「9割の辛と1割の幸」を挙げている。復帰2年目の2020年末に現役引退を発表した際には、この言葉を踏まえて、「僕が歩んだ野球道は一直線ではなく、難しい道のりでした。決して胸を張れる野球道ではなかったですが、周りに左右されず自分を信じ続けた事が、今日まで野球をやり抜けた要因だと思います。辛（つら）いと思っていたけがも、回り道も、人に笑われた事も、振り返ってみれば全てが僕の財産で、僕自身を守ってくれる盾なんだと思っています。これからも辛い思いをしながら、小さな幸せをたくさん積み上げて、いつかその盾で立派な要塞を築き上げられるように精進していきます」というコメントを残した。その後の取材では、「他人と同じ（人生）はつまらないし、（現役を引退してからも）先駆者でありたい。（2021年以降もDeNA球団に職員として当面在籍するが）ゆくゆくは『野球だけではない』という道を作って、『激レアさんを連れてきた。』（テレビ朝日）へ出られるようになりたい」と述べている。

## 詳細情報

### 年度別投手成績
- 一軍公式戦出場なし

### 独立リーグでの投手成績
数値は、四国アイランドリーグplus、ルートインBCリーグ公式ウェブサイトによる。
| 年 度    | 球 団    | 防 御 率 | 登 板 | 勝 利 | 敗 戦 | セ 丨 ブ | 完 投 | 完 封 | 無 四 球 | 投 球 回 | 打 者 | 被 安 打 | 被 本 塁 打 | 奪 三 振 | 与 四 球 | 与 死 球 | 失 点 | 自 責 点 | 暴 投 | ボ 丨 ク |
| -------- | -------- | -------- | ----- | ----- | ----- | -------- | ----- | ----- | -------- | -------- | ----- | -------- | ----------- | -------- | -------- | -------- | ----- | -------- | ----- | -------- |
| 2016     | 愛媛     | 0.80     | 26    | 1     | 1     | 1        | 0     | 0     | 0        | 33.2     | 135   | 21       | 0           | 24       | 16       | 3        | 5     | 3        | 1     | 0        |
| 2017     | 愛媛     | 7.43     | 14    | 0     | 4     | 0        | 0     | 0     | 0        | 23.0     | 118   | 30       | 0           | 16       | 24       | 2        | 21    | 19       | 1     | 1        |
| 2018     | 富山     | 2.60     | 33    | 1     | 1     | 1        | 0     | 0     | 0        | 34.2     | 143   | 26       | 4           | 36       | 20       | 1        | 12    | 10       | 4     | 0        |
| IL：2年  | IL：2年  | 3.52     | 40    | 1     | 5     | 1        | 0     | 0     | 0        | 56.2     | 253   | 51       | 0           | 40       | 40       | 5        | 26    | 22       | 2     | 1        |
| BCL：1年 | BCL：1年 | 2.60     | 33    | 1     | 1     | 1        | 0     | 0     | 0        | 34.2     | 143   | 26       | 4           | 36       | 20       | 1        | 12    | 10       | 4     | 0        |

### 背番号
- 64 （2012年）
- 113 （2013年 - 2015年）
- 14 （2016年 - 2017年）
- 24 （2018年）
- 67 （2019年 - 2020年）